# Havlíčkova mládež

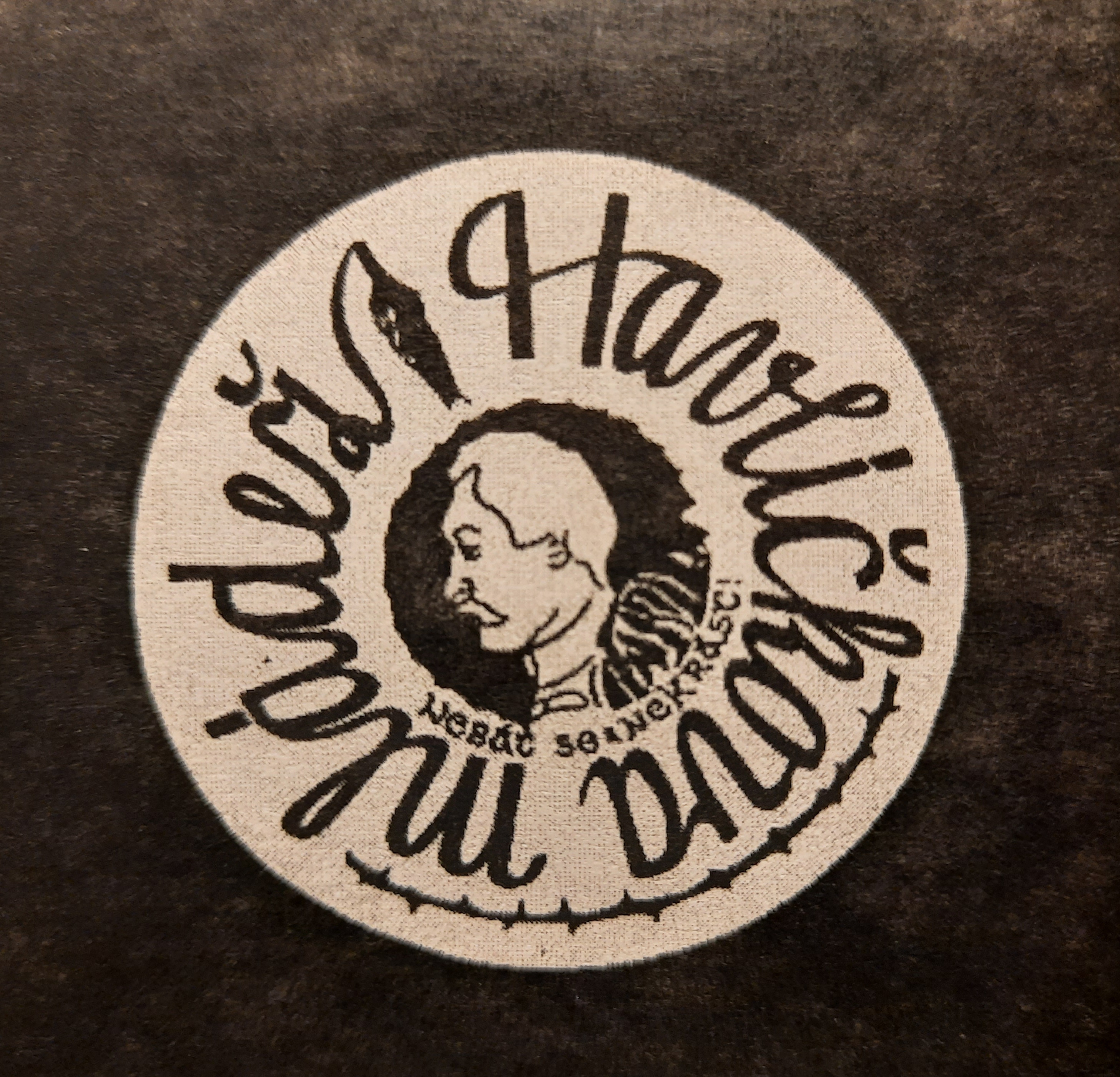
Grafika odznaku Havlíčkovy mládeže

Havlíčkova mládež (HM) bylo neoficiální protikomunistické hnutí, existující v Československu na sklonku osmdesátých let 20. století. Činnost skupiny, realizovaná především v Havlíčkově Brodě a okolí, spojovala odpor proti režimu s prvky studentské recese a uměleckého happeningu, které se ideově opíraly o odkaz zdejšího rodáka Karla Havlíčka Borovského.

## Historie

### Vznik
Iniciativu založili Pavel Šimon, Petr Novotný a Petr Hrabalik spolu s dalšími intelektuálně laděnými mladými lidmi z Havlíčkova Brodu, které spojoval kladný vztah k nezávislé kultuře a kteří nebyli spokojeni s neutěšeným stavem chátrajícího rodného domu Borovského matky ve městě (peníze určené na opravu poskytnuté mecenáškou ze Spojených států byly státní mocí zpronevěřeny). Případ v nich vzbudil zájem o Borovského osobnost a myšlenky, které razantně směřovaly ke svobodě slova, proti státnímu útlaku, v některých textech se Borovský vymezoval též proti komunismu.  

### Činnost
Vzniklé sdružení vložilo spisovatelovo jméno do svého názvu a vedle tisků Borovského textů a propagace jeho odkazu se začalo věnovat dobrovolnické činnosti v podobě úklidů veřejných prostranství, parků, zapojili se do výstavby městského stadionu formou brigády. Havlíčkova mládež tak tvořila jakousi nezávislou obdobu Socialistického svazu mládeže, která ovšem nebyla řízena ani kontrolována žádnou oficiální organizací. Měla i vlastní logo a odznaky. Akce iniciativy se děly s nechutí představitelů havlíčkobrodského Městského národního výboru a často tak poutaly pozornost orgánu Veřejnou bezpečností (VB), byly však problematicky postižitelné, neboť jejich politický podtext spočíval v dobrovolném vykonávání veřejně prospěšných činností. S přibývající četností akcí a stupňujícímu se nátlaku bezpečnostních složek na členy Havlíčkovy mládeže si skupina získávala sympatie obyvatel města. Od jara roku 1989 se na činnost skupiny zaměřila též Státní bezpečnost (StB). 1. května 1989 se skupina členů Havlíčkovy mládeže zúčastnila oslav 1. Máje, kdy zdravila slavnostní průvod transparentem ve znění Havlíčkova mládež zdraví 1. Máj!.

### Pochod do Havlíčkovy Borové

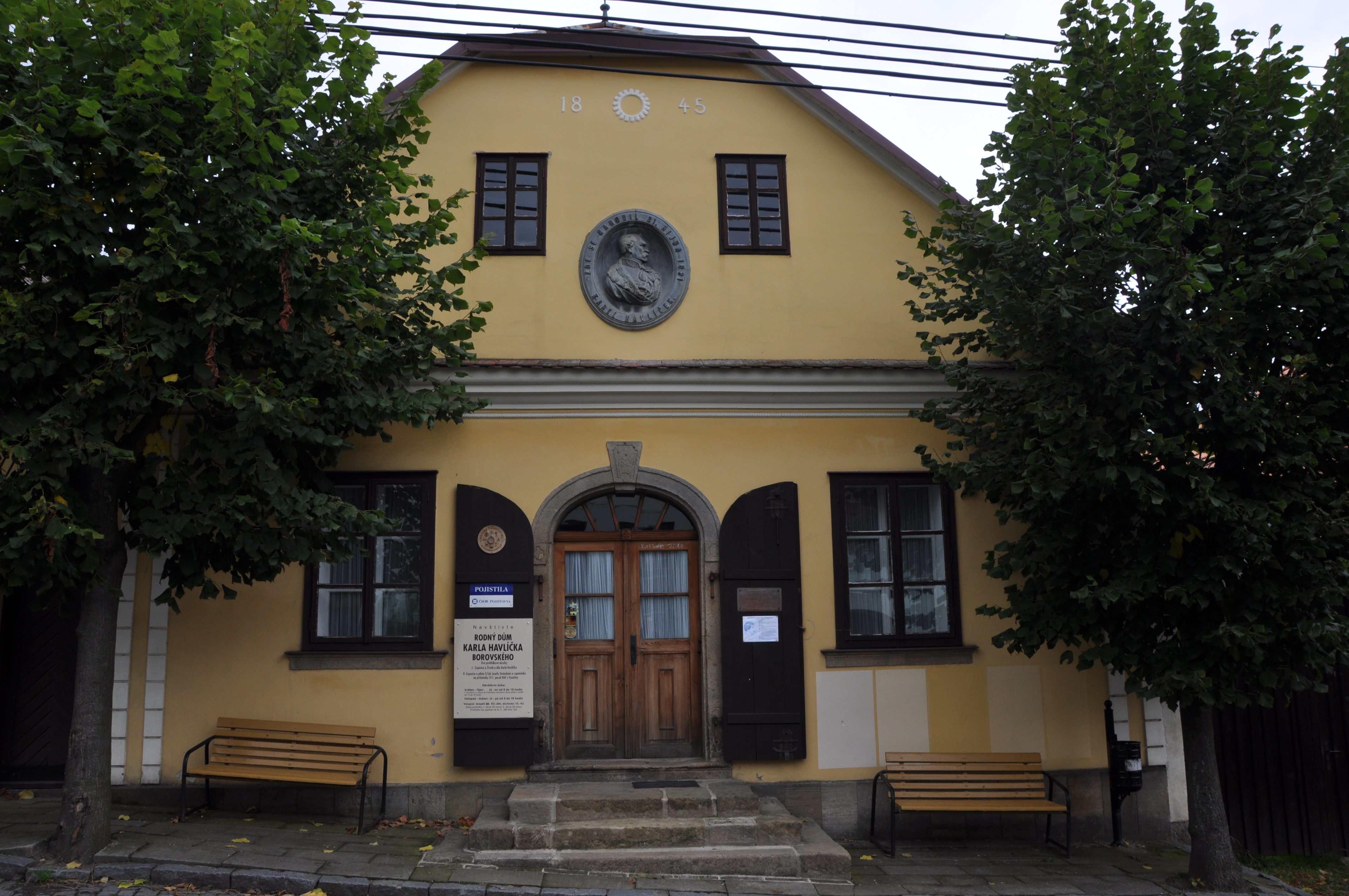
Muzeum v rodném domě K. H. Borovského, Havlíčkova Borová

Nejpočetnější akcí, kterou Havlíčkova mládež zorganizovala, byl pochod z Havlíčkova Brodu do Havlíčkovy Borové, spisovatelova rodiště. Dav čítající přibližně 100 lidí se 29. července 1989 vypravil na 18 kilometrů dlouhou trasu, v Borové navštívil muzeum v Borovského rodném domě. Mezi účastníky kolovaly petiční archy několika občanských výzev, například textu Několik vět. VB průběh shromáždění monitorovala (mimo jiné s nasazením vrtulníku), v Borové pak účastníky vyzvala k předložení občanských průkazů a podrobila je lustraci. Vůdčí postavy spolku byly pak opakovaně předvolávány k výslechům. Pavel Šimon byl pak zadržen na demonstraci u příležitosti výročí vzniku Československa 28. října 1989 v Praze na Václavském náměstí a následně strávil dva dny v zadržovací vazbě ve věznici na Pankráci. 

### Sametová revoluce
Členové Havlíčkovy mládeže se od 17. listopadu 1989 aktivně zapojovali do procesů a organizací protestů v Havlíčkově Brodě a Praze v rámci tzv. Sametové revoluce, která ukončila totalitní komunistické zřízení v Československu. Za nových společenských podmínek již činnost iniciativy postrádala opodstatnění. 

## Podobná hnutí
Činnost s obdobným programem vyvíjela také například Oranžová alternativa, recesistické hnutí působící od roku 1986 v Polsku. Happeningy a satirické akce pořádalo mj. také pražské hnutí České děti založené na jaře 1988 Petrem Placákem či pražská satirická iniciativa Společnost za veselejší současnost, kterou spoluzakládala a vedla herečka Bára Štěpánová.